# Зёхау
Зёхау (нем. Söchau) — коммуна в Австрии, в федеральной земле Штирия. 
Входит в состав округа Фюрстенфельд.  Население составляет 1478 человек (на 31 декабря 2005 года). Занимает площадь 18,18 км².

## Политическая ситуация
Бургомистр коммуны — Эмма Шрот (АНП) по результатам выборов 2005 года.
Совет представителей коммуны (нем. Gemeinderat) состоит из 15 мест.
- АНП занимает 9 мест.
- СДПА занимает 5 мест.
- Зелёные занимают 1 место.